# Festival de la fiction TV de La Rochelle 2021
La 22e édition du Festival de la fiction TV a lieu du 14 au 18 septembre 2021 à La Rochelle.

## Jury
Le jury 2021 est composé de :
- Guillaume de Tonquédec (président), comédien
- Natalie Carter
- Anne Charrier, comédienne
- Emmanuel Daucé
- Lucas Gaudin
- Éloïse Lang
- Anaïde Rozam

## Palmarès
Le jury a décerné les prix suivants, :
- Meilleur téléfilm : L'Enfant de personne
- Meilleure mini série de 52/90 minutes : Mon ange
- Meilleure série de 26 minutes : Stalk, saison 2
- Meilleure série de moins de 20 minutes : Patience mon amour
- Meilleure comédie : La Vengeance au triple galop
- Meilleure fiction européenne : You Don't Die Among Friends (Allemagne)
- Meilleure fiction francophone étrangère : Après (Québec)
- Meilleure réalisation : Rodolphe Tissot pour Clèves
- Meilleur scénario : Éléonore Bauer et Guillaume Labbé pour À la folie
- Meilleure musique : Paul Sabin pour Stalk
- Meilleure interprétation féminine : Marie Gillain pour À la folie
- Meilleure interprétation masculine : Vincent Deniard pour Qu'est-ce qu'on va faire de Jacques ?
- Prix jeune espoir féminin Adami : Louisiane Gouverneur pour Clèves
- Prix jeune espoir masculin Adami : Moncef Farfar, Yassine Chorfa et Abdelmadjid Guemri pour L'Enfant de personne